# Lambert Cadwalader
Lambert Cadwalader, ameriški poslovnež, častnik in politik, * 1742, Trenton, New Jersey, † 1823, Trenton, New Jersey.
Med ameriško osamosvojitveno vojno je bil častnik Kontinentalne vojske, nato pa je postal član Kontinentalnega kongresa (1784-1787) in kongresnik ZDA iz New Jerseyja (1788-1796).